# Kornspeicher
Le Kornspeicher (grenier public) est un monument historique situé à Strasbourg, dans le département français du Bas-Rhin.

## Localisation
Ce bâtiment est situé place Broglie à Strasbourg.

## Description
Le grenier d'abondance (Kornspeicher) : entre l'Opéra et l'Hôtel du Préfet s'élève une curieuse façade de briques roses, haute de cinq étages, rythmée de contreforts et percée de multiples petites baies ogivales. C'est le reste du grenier d'abondance, ou Kornspeicher, construit en 1441. Au rez-de-chaussée fonctionnaient quarante-huit moulins à bras, tandis que l'on stockait dans les étages quelque quatre mille rézeaux de blé. Aujourd'hui le bâtiment sert de magasin pour les décors et les costumes de l'Opéra, et abrite des salles de répétitions pour les chœurs et les musiciens.

## Historique
L'édifice fait l'objet d'une inscription au titre des monuments historiques depuis 1999.